# Axolotl Roadkill
Axolotl Roadkill ist der erste Roman von Helene Hegemann. Er erschien 2010 bei Ullstein. Das Buch wurde anfangs als Sensation der Literatursaison gefeiert, allerdings wurden schnell Vorwürfe laut, Hegemann habe weite Teile ihres Buches von dem Berliner Autor Airen aus dessen Werk Strobo ohne Quellenangabe abgeschrieben. Kontrovers wurde das Buch erneut diskutiert, nachdem es trotz weiterer Plagiatsvorwürfe später für den Preis der Leipziger Buchmesse (Kategorie: Belletristik) nominiert wurde. Der Verlag erwarb die zahlreichen Abdruckrechte der zuerst nicht genannten Quellen nachträglich. In der vierten Auflage des Romans wurde ein Quellenverzeichnis beigefügt, das die Zitate aus Texten von Airen, Kathy Acker, David Foster Wallace, Rainald Goetz, Valérie Valère und anderen detailliert aufführt.

## Inhalt
Das Buch handelt von der sechzehnjährigen schulschwänzenden Mifti, Tochter eines kulturschaffenden Vaters, die zusammen mit ihren älteren Geschwistern Annika und Edmond in einer WG wohnt, wo sie sich u. a. über Drogen unterhalten. Nach einer Affäre mit einer Fotografin stürzt sich Mifti in die Welt der Berliner Technoclubs, um letztendlich beim Heroin zu landen. Dabei trägt sie den titelgebenden Lurch, der nicht erwachsen werden kann, einen Axolotl, mit sich herum.

## Kritik
Das Buch wurde von der Literaturkritik als „halluzinatorische Entladung eines traumatisierten Bewusstseins sowie die gleichzeitige Parodie davon“ (Ursula März in der Zeit) aufgenommen, das mit „pointierten Dialogen und scharf zugeschnittenen Szenen“ (Nina Apin in der TAZ) auf „das Zentrum unserer Konsenskultur“ ziele (Mara Delius in der FAZ)
Laut Spiegel lebt das Buch nicht von seiner Geschichte, sondern eher von seiner Atmosphäre und seinen Protagonisten, die das Gefühl existentieller Leere mit Exzessen bekämpfen; es wird aber auch als „radikal, sperrig, unfertig und streckenweise schlicht unlesbar“ (Tobias Rapp auf Spiegel Online) oder „nervtötend, was den Fickundkotz-Jargon und den nicht minder gewollten Theoriejargon betrifft“ beschrieben.
Das NDR-Kulturjournal merkte an, dass Hegemann mit Axolotl Roadkill  nach ihrem preisgekrönten Theaterstück Ariel und dem Film Torpedo nun zum dritten Mal eine Variante ihrer eigenen düsteren Geschichte erzähle: „Die Geschichte eines Mädchens, das mit 13 seine Mutter an den Suff verloren hat, das nach Berlin geht, zu ihrem Vater, einem Theaterintendanten, das die Schule schwänzt.“
Hegemann selbst fasst ihr literarisches Debüt mit den Worten zusammen: „Das ist ja kein Tagebuch oder ein aus Überdruck entstandener Bekenntnisroman. Es ist ein Experiment.“

### Plagiatsvorwürfe
Anfang Februar 2010 schrieb der Blogger Deef Pirmasens, Hegemanns Debütroman Axolotl Roadkill weise in einigen Passagen starke Ähnlichkeiten mit dem 2009 im SuKuLTuR-Verlag veröffentlichten Roman Strobo des Berliner Bloggers Airen auf. Helene Hegemann gab nach der Enthüllung zu, für ihren Roman Textpassagen von Airen kopiert zu haben. Aus „Egoismus und Gedankenlosigkeit“ habe sie versäumt, sich mit Airen in Verbindung zu setzen. Hegemann gab dabei zunächst an, den Roman selbst nicht zu kennen, sondern die Passagen aus Airens weitgehend textidentischem Blog übernommen zu haben. Kurz darauf wurde jedoch bekannt, dass im August 2009 Airens Buch über den Amazon-Account ihres Vaters bestellt worden war. In der Danksagung der zweiten Auflage von Axolotl Roadkill, die bereits vor der Kontroverse gedruckt wurde, ist zwar auch Airens Name aufgelistet, die umstrittenen Passagen sind jedoch weder als Zitate gekennzeichnet, noch wurde auch für diese Auflage im Vorfeld eine Genehmigung von diesem Autor eingeholt oder der Autor kontaktiert.
Darüber hinaus soll Hegemann für einen Brieftext am Ende des Romans eine fast wörtliche Übersetzung vom Text des Songs Fuck You der Band Archive verwendet haben, ebenfalls ohne Quellenangabe.
Schließlich tauchte scheinbar ein weiterer Fall eines Plagiats auf: Regisseur Benjamin Teske entdeckte „frappierende Ähnlichkeiten“ zwischen seinem Kurzfilm Try a Little Tenderness und einer in Vice abgedruckten Kurzgeschichte Hegemanns. Diese Geschichte war allerdings als Hommage an diesen Kurzfilm und seinen Regisseur gedacht. Hegemann hatte die Vice-Redaktion aufgefordert, ihrem Text eine Widmung an Teske voranzustellen. Die Redaktion räumte bedauernd ein, diese Widmung nicht abgedruckt zu haben.
Der Ullstein Verlag äußerte sich in einer Pressemitteilung folgendermaßen: „Quellen müssen genannt und ihre Verwendung muss vom Urheber genehmigt werden. Wir haben uns bereits an den SuKuLTuR Verlag gewandt, um diese Genehmigung nachträglich zu erlangen.“ Hegemann sagte, es müsse auch anerkannt werden, „dass der Entstehungsprozess mit diesem Jahrzehnt und den Vorgehensweisen dieses Jahrzehnts zu tun hat, also mit der Ablösung von diesem ganzen Urheberrechtsexzess durch das Recht zum Kopieren und zur Transformation.“ Gegen diese Rechtfertigung setzte sich der SuKuLTuR Verlag in einer Presseerklärung zur Wehr: „Natürlich muss Helene Hegemann nicht Heroin nehmen, um über das Heroinnehmen zu schreiben. Wenn man einen Roman über das Mittelalter schreibt, muss man auch nicht ins Mittelalter reisen. Aber man darf nicht einfach aus anderen Mittelalterromanen abschreiben. Und dabei spielt es auch keine Rolle, ob man aus einem Blog oder einem Buch oder von einer CD-Hülle abgeschrieben hat. Wir nennen das 'sich mit fremden Federn schmücken'. Die Federn gehören dem Schriftsteller Airen.“
Durch ihren Rechtfertigungsversuch provozierte Helene Hegemann in der Plagiatsdiskussion auch Kommentare zur Frage der Intertextualität und des Urheberrechts. Laut Arno Orzessek müsse das von Hegemann reklamierte Recht zum Kopieren in Zeiten, „in denen Aufmerksamkeit gleich Geld ist, schnöderweise vor ordentlichen Gerichten erstritten werden, die sich auch sonst mit Eigentumsfragen befassen. Per Roman-Veröffentlichung und flotten Sprüchen“ lasse sich das nicht erledigen; Hegemann tue „nicht gut daran, einen vorläufigen Verlierer des Literaturbetriebs wie Strobo-Autor Airen für dessen Hilfeleistung auch noch durch avantgardistische Rechtfertigungsfiguren zu verspotten.“ Auch Bernd Graff sieht einen Unterschied zwischen Hegemanns Verfahren und gewöhnlicher intertextueller Arbeitsweise: „Plagiate im Kunstbetrieb können nur dann beanspruchen, eigenständige Kunst zu sein, wenn sie ausdrücklich als Plagiate veröffentlicht und auch als solche vorgelegt werden“, damit jeder Rezipient prüfen könne, wie kreativ, souverän und reflektiert das Material genutzt wurde. Der Literaturwissenschaftler Philipp Theisohn betont, dass der bewusste Einsatz von Fremdtexten über die Frage entscheide, ob eine Anleihe eine souveräne künstlerische Leistung oder nur ein Plagiat sei. In Hegemanns Fall „wurde ohne irgendwelche poetologischen Hintergedanken ein wenig Fremdtext kopiert. Kein Intertext, keine Materialästhetik – Plagiat.“
Dagegen betrachtet der Literaturwissenschaftler Jürgen Graf in der Zeit den Roman Axolotl Roadkill als ein kunstvolles „literarisches Spiel“, das mit „einer ironisch-distanzierten Erzählstimme“ die Authentizität seiner eigenen Feststellungen unterlaufe. „Helene Hegemann macht also an keiner Stelle ihres Romans einen Hehl daraus, dass ihr Text auf Fremdtexte zurückgreift. Sie zeigt offen, dass sie im Sinne einer Montageästhetik aus fremden Texten kopiert […] Bei den Großen der Literatur gilt das verschleierte Zitat als Kunst, warum also ist es ausgerechnet bei Helene Hegemann ein Plagiat?“
Trotz der laufenden Debatte hielt die Jury laut Verena Auffermann an der Nominierung zum Preis der Leipziger Buchmesse fest, wobei nach den Plagiatsvorwürfen eine tatsächliche Verleihung des Preises in internen Literaturkreisen als nahezu ausgeschlossen galt und letztendlich auch nicht erfolgte. Nachdem der Ullstein Verlag nachträglich die Abdruckrechte erworben hatte und ein ausführliches Quellenverzeichnis für die nächste Auflage ankündigte, betrachtete man von Seiten Ullsteins und des Bloggers Airen, der später finanziell vom Verlag entschädigt wurde, die Angelegenheit als bereinigt.

### Kritik anderer Autoren
Bei anderen Autoren rief diese Verfahrensweise ein unterschiedliches Echo hervor, so sagte Helmut Krausser: „Diebstahl bleibt Diebstahl, da bin ich sehr konservativ. Sich es mit dem Hinweis, heute werde überall geklaut, einfach zu machen, zeugt von wenig Reflexion und einer gewissen Wollust am Selbstbetrug.“ Ulla Hahn hingegen sah die Verantwortung generell beim kommerzorientierten Literaturbetrieb, „dem ein Sensatiönchen mehr bedeutet als ein sorgfältig gearbeitetes Buch.“ Kai Meyer ging in seinem Urteil noch darüber hinaus: „Viele 16- oder 17-jährige schicken mir eigene Texte, und keiner ist frei von Nachahmung – in diesem Alter, in dieser Phase der Ausprägung eines Talents gehört das dazu. Das Problem in diesem Fall ist nicht Helene Hegemann, sondern die Rezeption im Feuilleton. Weiblich, jung, blond, aus dem hehren Umfeld des Berliner Kulturbetriebs – das hat ausgereicht, sie zum kleinen Genie zu stilisieren. Ältere Kritiker und Autoren fühlten sich bewogen, der Kleinen verbal den Kopf zu tätscheln und »Gut gemacht« zu schnurren. Täten sie das auf der Straße, käme die Polizei – und nicht wegen Diebstahls.“ Guy Helminger stellte klar: „Das Urheberrecht ist unantastbar, sollte es zumindest sein. Wer glaubt, das Internetzeitalter habe daran etwas geändert, denkt entweder nicht nach oder hat Interesse daran, das eigene Klauen zu rechtfertigen.“ Dieter Wellershoff zog eine deutliche Differenzierung vor: „Fragwürdig ist die Ausnutzung der kreativen Kraft eines anderen Autors für eigene Zwecke. Etwas anderes ist die erkennbare Kompilation eines neuen Werkes aus Zitaten: Hier wird die Montage zum künstlerischen Strukturprinzip, dem als solchem eine eigene Legitimation zuwächst.“ Darüber hinaus ging Ulrike Draesner zwar vom guten Willen Hegemanns aus, aber wenn man es nicht mit einer Verteidigungsstrategie zu tun habe, „sondern mit einer Symptomatik – dann ist diese Symptomatik sehr bedenklich. Ihr Argument ist kein wirklich literarisches, es geht ja nur um die Gewohnheiten ihrer Generation im Internet. Da gibt es offenbar gar kein Bewusstsein, dass Inhalte Geld kosten könnten.“
Am 23. Februar 2010 veröffentlichte Durs Grünbein im Feuilleton der FAZ eine vermeintliche Verteidigung von Helene Hegemann. Einen Tag später enthüllte er, dass es sich dabei lediglich um einen Test gehandelt habe. Es handelte sich bei seinem Beitrag um einen nur leicht abgewandelten Text von Gottfried Benn aus dem Jahr 1926, in dem dieser einen Plagiatsvorwurf gegen die Autorin Rahel Sanzara abwehrte. Grünbein beschrieb seine Aktion als „Drehung ins Dadaistische“ und machte in der laufenden Debatte einen Konflikt zwischen „vitalen Welpen und kulturkonservativem Friedhofsgemüse“ aus. Auch Marcel Reich-Ranicki äußerte dem Magazin Focus gegenüber Verständnis für die Situation Hegemanns: „Allerdings haben alle großen Autoren Wichtiges von anderen übernommen – Heine etwa, und ganz besonders Brecht.“ Zwar räumte er ein, das Buch nicht gelesen zu haben, Adaptionen und Zitate seien aber ein ebenso übliches wie legitimes literarisches Verfahren.

### Folgende Diskussion
Nach dem Abflauen der Debatte versuchte Peter Michalzik in der Frankfurter Rundschau, Hegemann zu verteidigen. Er kommt zu dem Ergebnis, dass die Debatte auf unzutreffenden Unterstellungen basiert habe, da Hegemann bereits vor den Plagiatsvorwürfen den Autor Airen neben anderen in ihrer Danksagung „von sich aus“ erwähnt habe und detailliertere Quellenangaben in literarischen Texten generell unüblich seien. Darüber hinaus habe Helene Hegemann schon bei Erscheinen darauf hingewiesen, dass es sich bei ihrem Roman um „Fiction“ handele. Er zitiert die Autorin aus einem Interview, das der Verlag den Presseexemplaren beigelegt hatte: „Mir hat es einfach Spaß gemacht, bestimmte Sachen auszudenken und sie mit bestehenden Fragmenten aus Filmen oder Zeitschriften oder Büchern oder Geschichten aus meinem Umfeld zusammenzufügen.“ Damit falle der Vorwurf gegen Hegemann „vollends in sich zusammen“. Michalziks Fazit: „Die Hegemann-Debatte war eine Luftnummer. Man diskutierte unter Voraussetzungen, die es gar nicht gab. Als sicher kann dagegen gelten: Hegemann wollte niemanden beklauen, sie wollte niemanden hinters Licht führen und sie wollte auch keine Worte missbrauchen. […] Man wusste alles, sie hat nichts verheimlicht. Wo aber lag dann das Problem? Ehrlich gesagt: Wir wissen es nicht […] Offensichtlich hat sich das Feuilleton vor allem mit sich beschäftigt. […] Was bleibt? Erstens: Eine zu Unrecht beschädigte junge Autorin. Zweitens: Eine Bestätigung alter literarischer Frontlinien. […] Drittens: Die Erkenntnis, dass die Literaturkritiker auch lieber junge Mädchen treffen als Bücher lesen. Viertens: Eine Verunklarung dessen, was Copy & Paste bedeutet und was ein Plagiat ist.“
In einem Interview mit der Zeitschrift Spex äußert sich Hegemann persönlich zu den Plagiatsvorwürfen. Sie zeigt sich verwundert über den großen Aufruhr, den Axolotl Roadkill verursachte. So sieht sie ihre Schreibmethode als ziemlich gewöhnlich an, da viele Autoren Sätze anderen Werken entleihen und für ihre Bücher übernehmen. Des Weiteren hatte Hegemann nach eigenen Aussagen auch kein Interesse daran, ein explizit intertextuelles oder der Remixing-Kultur huldigendes Buch zu schreiben. Sie vertritt die Ansicht, dass sich jede Person aus verschiedensten äußeren Einflüssen zusammensetzt. So ist klarerweise auch der Autor beeinflusst von anderen Werken, die er liest und Hegemann sieht es daher als selbstverständlich, sich auch auf diese Werke zu beziehen. Hinsichtlich der an ihr geäußerten Kritik bezüglich mangelnder Authentizität des Buches und ihrer Person gibt sie an, sie verdanke René Pollesch, von dem sie sich allgemein sehr beeinflusst sieht, ihre „abgrundtiefe Skepsis gegenüber der allgemeingültigen Auffassung von ‚Authentizität‘.“
Ingo Herzke bewertet beide Romane sprachlich aus der Sicht eines deutschen Literaturübersetzers. Da die Angehörigen dieser Berufsgruppe durchgehend aktuelle Sprachentwicklungen kennen sollten, ist für ihn die Frage, ob die beiden Bücher dazu beitragen, er meint: wenig.

„(zu Airen) Hier kann man sprachlich einiges mitnehmen, aber großer Lesespaß oder gar Literatur ist es deswegen nicht...(zu Hegemann): ...sprachlich, in Lexik und Syntax, eigenwillig und interessant, literarisch sicher überschätzt, inhaltlich... ziemlich langweilig... wer auf höherem Niveau lesen will, wie aufregendes modernes Literaturdeutsch klingt, dem empfehle ich Autoren wie Wolfgang Haas, Katrin Seddig, Wolfgang Herrndorf oder... Jakob Arjouni.“

### Reaktion von Airen
Im Interview mit dem Magazin Stern sagte Airen in einer ersten Reaktion, dass es für ihn mit einer Danksagung nicht getan sei, wenn ganze Passagen übernommen wurden. Airen zeigte sich vom Umfang der direkt kopierten Stellen sehr überrascht. Allerdings erkenne er Hegemanns Buch als eigenständiges Werk an, egal aus wie vielen Quellen sie geschöpft habe. Wenn die betreffenden Textstellen gekennzeichnet würden, sei für ihn die Angelegenheit aus der Welt.
Im Oktober 2010 erschien der von Hegemann zitierte Blogger-Roman Strobo von Airen ebenfalls im Ullstein Verlag.

## Theaterstück
Am 21. November 2010 fand im Hamburger Thalia Theater, das sich bereits vor der Plagiatsdiskussion für den Text entschieden hatte, die Uraufführung des Romans in einer Bühnenfassung des Regisseurs Bastian Kraft und des Dramaturgen Tarun Kade statt, die laut dpa „begeistert gefeiert“ wurde. Schon im Mai 2010 zeigte das Berliner Puppentheater Das Helmi in Zusammenarbeit mit Helene Hegemann eine freie Adaption des Romans unter dem parodistischen Titel Axel hol den Rotkohl.

## Film
Im Januar 2017 feierte die Buchverfilmung unter dem Titel Axolotl Overkill Weltpremiere in der „World Cinema Dramatic Competition“ des Sundance Film Festival. Helene Hegemann schrieb das Drehbuch und gab ihr Regiedebüt für einen Spielfilm. Jasna Fritzi Bauer spielt darin die Rolle der Mifti.